# ويليام فيف
ويليام فيف (بالإنجليزية: William Fyfe)‏ هو أستاذ جامعي وجيولوجي وكيميائي نيوزيلندي، ولد في 4 يونيو 1927 في كانتربيري في نيوزيلندا، وتوفي في 11 نوفمبر 2013 في لندن في كندا.